# Miracle at St. Anna
Miracle at St. Anna (bra: Milagre em St. Anna) é um filme de guerra de 2008 dirigido por Spike Lee e escrito por James McBride, baseado no romance de mesmo nome de McBride. O filme foi lançado em 26 de setembro de 2008, e é ambientado durante a Segunda Guerra Mundial, no outono de 1944 na Toscana e no inverno de 1984 em Nova Iorque e Roma. O filme foi não foi um sucesso de bilheteria.
O filme mostra um enredo interessante, com um ação executada em 1980, que remete a 1944 quase no final da Segunda Guerra Mundial. Adaptação do romance de James McBride, ambientado durante a Segunda Guerra, que conta a história de quatro soldados americanos que fazem parte da 92º Divisão Búfalo - formada apenas por negros. Baseados na Toscana, Itália, em 1944, esses quatro homens caem numa armadilha preparada pelos nazistas. E acabam se separando quando um deles decide arriscar sua própria vida para salvar um garotinho italiano. O enredo aborda a segregação racial que existia entre as tropas americanas compostas por negros e comandadas por oficiais brancos.
O enredo se baseia no massacre de Sant'Anna (Stazzema), em 12 de agosto de 1944 no qual 560 pessoas - a maioria mulheres, crianças e velhos - foram mortas por oficiais da SS.
Filmado em:
- Cidade de Nova Iorque, Nova Iorque, Estados Unidos
- Gioviano, Lucca, Toscana, Itália
- Roma, Lazio, Itália
- Toscana, Itália

## Elenco
- Derek Luke — Sargento Aubrey Stamps
- Michael Ealy — Sargento Bishop Cummings
- Laz Alonso — Corporal Hector Negron
- Omar Benson Miller — Primeira Classe Privada Samuel 'Sam' Train
- Pierfrancesco Favino — Peppi 'The Great Butterfly' Grotta
- Valentina Cervi — Renata
- Matteo Sciabordi — Angelo Torancelli
- John Turturro — Detetive Antonio 'Tony' Ricci
- Joseph Gordon-Levitt — Tim Boyle (reporter)
- John Leguizamo — Enrico
- Sergio Albelli — Rodolfo
- Walton Goggins — Capitão Nokes
- Christian Berkel — Capitão Eichholz
- Waldemar Kobus —	Coronel Pflueger
- Alexandra Maria Lara — Axis Sally